# Erguotou

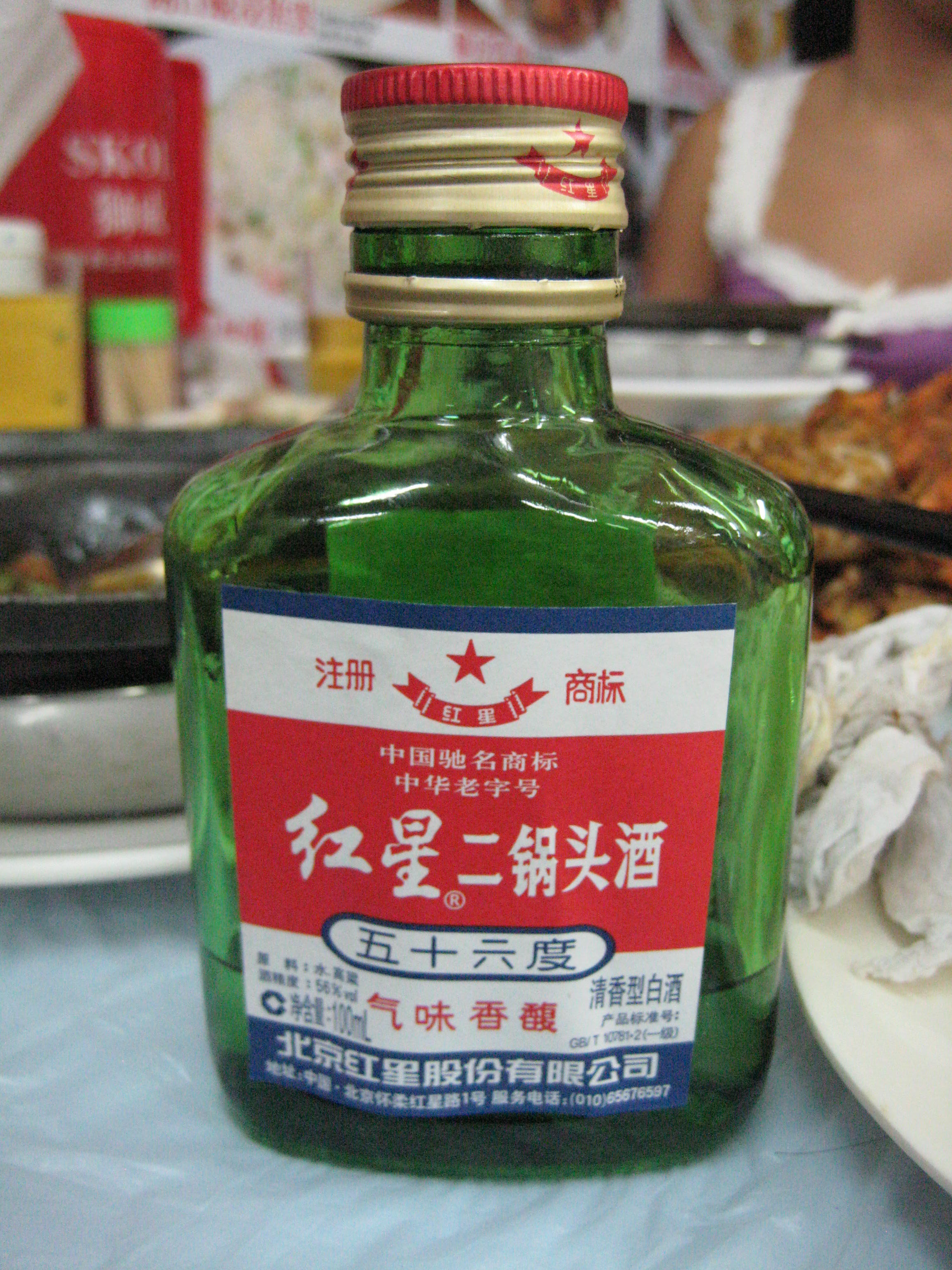

L‘èrguōtóu (chinois simplifié : 二锅头 ; chinois traditionnel : 二鍋頭 ; pinyin : èrguōtóu), parfois abrégé èrguō voir èr si le contexte le permet, nom complet èrguōtóu jiǔ (二锅头酒)), est un alcool de sorgho chinois produit à Pékin et apprécié dans le Nord Est de la Chine (notamment Dongbei, Hebei, Shandong).
La marque la plus répandue est « Étoile rouge » (红星二锅头, Hóngxīng èrguōtóu). Il en existe avec différents titres alcoométriques, le plus courant étant de 56 %.
Il en existe de différentes marques, de plus ou moins bonne qualité et vendu dans des récipients de différentes tailles, du flacon de 100 ml, que l'on trouve un peu partout dans les rues, jusqu'aux bidons ou jarres de plusieurs litres.